# Ruská Volová
Ruská Volová – wieś (obec) na Słowacji położona w kraju preszowskim, w powiecie Snina. Pierwsze wzmianki o miejscowości pochodzą z roku 1609.
Ze wsi pochodził Fedor Hlavatý – zbójnik, grasujący na terytorium dzisiejszej Słowacji pod koniec XV wieku.
Według danych z dnia 31 grudnia 2012, wieś zamieszkiwało 110 osób, w tym 59 kobiet i 51 mężczyzn.
W 2001 roku rozkład populacji względem narodowości i przynależności etnicznej wyglądał następująco:
- Słowacy – 47,48%
- Rusini – 47,48%
- Ukraińcy – 2,88%

Ze względu na wyznawaną religię struktura mieszkańców kształtowała się w 2001 roku następująco:
- Katolicy rzymscy – 5,76%
- Grekokatolicy – 12,95%
- Prawosławni – 78,42%
- Nie podano – 2,16%